# Abendbrot (Kurzfilm)
Abendbrot ist eine deutsche Kurzfilmkomödie von 1996 mit Otto Sander und Georgi Miladinov in den Hauptrollen.

## Handlung
Der Polizist Hubert Schöning  bringt es nicht übers Herz, einen illegal eingereisten Bulgaren über Nacht in die Zelle zu sperren und nimmt ihn stattdessen zum Abendessen mit nach Hause. Die anfängliche Skepsis seiner Ehefrau, ebenso wie die Schüchternheit des Fremden, weichen bei diesem „typisch deutschen Abendbrot“ einer allgemeinen Fröhlichkeit, die auch ohne gemeinsame Sprache auskommt. Doch Schönings Kollegen wollen soviel Menschlichkeit nicht dulden: Überfallartig stürmen sie in die Wohnung, um den Gefangenen erneut in polizeiliche Gewalt zu bekommen – was mühelos gelingt, da ihnen kein unmittelbarer Widerstand entgegengesetzt wird. Huberts verschmitzt lächelndes Gesicht in der langen Schlusseinstellung jedoch erzählt etwas anderes. Es erzählt von einem Sieg, der weit entfernt ist von Gewalt und offenem Widerstand, der vielmehr mit Menschlichkeit und Lebensfreude zu tun hat: Dieses wissende Lächeln feiert den Sieg der Gastfreundschaft über das dumpfe Diktat eines menschenverachtenden Bürokratismus.